# 이코마 도모히코
이코마 도모히코(일본어: 生駒 友彦, 1932년 8월 25일 ~ 2009년 4월 27일)는 일본의 전 축구 선수이다.

## 국가대표팀 경력
그는 1955년 1월2일 버마과의 경기에서 일본 국가대표팀에 데뷔했다. 그는 국제 A매치 통산 5경기에 출전했다.

## 통계
| 일본 | 일본 | 일본 |
| 연도 | 출전 | 득점 |
| ---- | ---- | ---- |
| 1955 | 5    | 0    |
| 통산 | 5    | 0    |